# 聖倫納德 (馬里蘭州)
聖倫納德（英語：St. Leonard）是位於美國馬里蘭州卡爾弗特縣的一個普查規定居民點。

## 人口
根據2020年美國人口普查的數據，聖倫納德的面積為5.99平方千米，當中陸地面積為5.92平方千米，而水域面積為0.07平方千米。當地共有人口778人，而人口密度為每平方千米129.88人。